# Darrin's Coconut Ass: Live from Omaha
Darrin's Coconut Ass: Live from Omaha je prvním živým albem americké ska punkové hudební skupiny Goldfinger. Nahráno bylo v roce 1999 a vydáno bylo 9. listopadu 1999. Album bylo vydáno během přestávky mezi vydáním druhého a třetího studiového alba. Všechny skladby na tomto albu jsou coververze skladeb jiných hudebních skupin. Téměř všechny z nich byly nahrány naživo, a to v Ranch Bowl ve státě Omaha.

## Seznam skladeb
| Pořadí         | Název                                                 | Délka |
| -------------- | ----------------------------------------------------- | ----- |
| 1.             | Just Like Heaven (The Cure cover)                     | 1:55  |
| 2.             | Is She Really Going Out With Him? (Joe Jackson cover) | 3:08  |
| 3.             | Feel Like Making Love (Bad Company cover)             | 3:15  |
| 4.             | Nite Klub (The Specials cover)                        | 2:54  |
| 5.             | The Kids Are Alright (The Who cover)                  | 1:33  |
| 6.             | Downpressor Man (Peter Tosh cover)                    | 3:40  |
| 7.             | You Say You Don't Love Me (Buzzcocks cover)           | 2:20  |
| 8.             | Man in the Suitcase (The Police cover)                | 1:52  |
| Celková délka: | Celková délka:                                        | 20:37 |

## Osoby
- John Feldmann - kytara, zpěv
- Charlie Paulson - kytara, zpěv
- "Dangerous" Darrin Pfeiffer - bicí, zpěv
- Simon Williams - basová kytara, zpěv
- Kelly LeMieux - basová kytara ve skladbách 2 a 3